# L'Onde Septimus
L'Onde Septimus est la seizième aventure et le vingt-deuxième album de la série de bande dessinée Blake et Mortimer, scénarisé par Jean Dufaux et dessiné par Antoine Aubin et secondé d’Étienne Schréder, d'après les personnages créés par Edgar P. Jacobs. Il s'agit d'une suite de La Marque jaune.
En 2011, Jean Dufaux et Antoine Aubin forment une nouvelle équipe de repreneurs, rejoints plus tard par Étienne Schréder. L'aventure fait l'objet d'une prépublication en feuilleton dans le quotidien régional breton Le Télégramme à partir du 25 septembre 2013, puis est publiée en album le 6 décembre 2013 aux Éditions Blake et Mortimer. L'histoire a été traduite dans une demi-douzaine de langues.
Après l'affaire de La Marque jaune, le professeur Philip Mortimer essaye de maîtriser l'invention du docteur Septimus, le télécéphaloscope, mais il n'est pas le seul à s'intéresser aux travaux du savant fou. Une enquête du capitaine Francis Blake l'amène à se demander pourquoi toute une équipe des services secrets a plongé dans la folie. Le colonel Olrik tente de se remettre des expériences de Septimus.

## Résumé
À Londres, plusieurs mois après le dénouement de l'affaire de la Marque jaune, quatre admirateurs du professeur Jonathan Septimus — le lieutenant McFarlane, Lady Rowana, le banquier Oscar Balley et le professeur Evangely — se préparent à continuer son œuvre en secret. Le colonel Olrik a trouvé refuge dans l'établissement chinois de Miss Lilly Sing, où seules des injections de morphine lui permettent d'oublier les tourments que lui a fait subir Septimus. Au Centaur Club, le capitaine Francis Blake du MI5 est prévenu par son adjoint Millovitch du Home Office qu'un nouveau déséquilibré erre près des hangars désaffectés de la gare de King's Cross, utilisés par l'équipe du major Blanks des services secrets lors de la dernière guerre. Blake et Millovitch se rendent sur place et, alors que les policiers encerclent l'individu, ce dernier est foudroyé par une décharge électrique. Au même moment, dans une maison de Newham, le professeur Philip Mortimer remet le courant dans son laboratoire. Il y a reconstruit l'invention de Septimus, le télécéphaloscope, qu'il espère pouvoir maîtriser pour le mettre au service de la psychiatrie. Son fidèle serviteur, Nasir, qui désapprouve ses recherches, le presse d'en parler à Blake. Après le départ du professeur, la machine se remet toute seule en marche et Nasir voit une forme inquiétante en émerger.
Le lendemain, Blake est furieux d'apprendre la nature des recherches de Mortimer. Mais occupé par une tout autre affaire, il demande au professeur de l'accompagner à l'interrogatoire du premier déséquilibré retrouvé près de King's Cross. Ils découvrent que ce dernier s'est échappé du Bedlam Hospice où sont soignés le major Banks et ses hommes. Le vagabond se met alors à réciter une litanie que Mortimer reconnaît comme celle que Septimus faisait dire à ses victimes. Dans la rue, Blake et Mortimer sont victimes d'une tentative de meurtre par un conducteur de voiture dont le corps sans vie est retrouvé entouré d'arcs électriques avant de prendre feu. En proie à un mauvais pressentiment, Mortimer retourne à son laboratoire où Nasir lui explique avoir vu le spectre de Septimus sortir du télécéphaloscope. Au même moment, le professeur Septimus, pourtant décédé, se balade tranquillement dans un quartier de Londres à la recherche de son guinea pig (cobaye). Chez Miss Sing, Mr Kim Ku-Dum, ancien interrogateur de l'armée jaune, hypnotise Olrik pour l'aider à se libérer de ses démons. Le criminel voit alors une foule de Septimus exigeant son retour ainsi que le professeur Mortimer réactiver le télécéphaloscope. Revigoré par ces visions, Olrik tente de s'échapper mais Miss Sing l'attend dehors pour le présenter au lieutenant McFarlane.
Au Bedlam Hospice, Blake et Mortimer découvrent que le major Blanks et son équipe sont plongés dans un délire où ils se préparent à une attaque ennemie. Blanks leur dit avoir envoyé deux de ses hommes aux hangars désaffectés de King's Cross pour retrouver une mystérieuse machine. Au moment de partir, les deux amis retrouvent l'équipe de Blanks agenouillée en train de réciter la litanie de Septimus. Blake décide d'explorer immédiatement avec ses hommes le sous-sol des hangars désaffectés à la recherche de la machine. Ils découvrent un énorme engin inconnu ressemblant à un vaisseau spatial. À l'intérieur, Blake se retrouve d'abord dans la salle de lecture du British Museum entouré du livre The Mega Wave de Septimus, puis face à un individu en scaphandre piégé dans une colonne de verre.
De son côté, Mortimer a été invité par Lady Rowana à participer à une fête privée des quatre admirateurs de Septimus. Il découvre qu'ils ont eux aussi reconstruit un télécéphaloscope et qu'ils ont récupéré Olrik comme cobaye. Comprenant leurs mauvaises intentions, Mortimer endommage la machine avant d'être assommé. Au même moment, une foule de Septimus se presse à l'extérieur de l'entrepôt. Oscar Balley, qui a été touché par l'un d'entre eux, disparaît dans un nuage de fumée et un Septimus apparaît à sa place. Dans leur cellule, Olrik et Mortimer décident de s'allier provisoirement pour pouvoir s'échapper, mais Lady Rowana les libère et leur expose toute la situation. Le professeur fait l'hypothèse qu'il existe un autre générateur d'ondes méga que les deux télécéphaloscopes ont stimulées et que l'image de Septimus, gardée en mémoire, se réplique à l'infini. Olrik et Mortimer rejoignent par les égouts le laboratoire du professeur dans l'espoir de trouver un moyen de mettre fin au phénomène.
Au 10 Downing Street, le Premier ministre apprend au capitaine Blake que le mystérieux engin, l'Orpheus, a été découvert par l'équipe du major Blanks lors de la dernière guerre et que son existence a été gardée secrète pour faciliter son étude scientifique. Sans ordres ni contre-ordres de ses supérieurs, Blake se résout à détruire l'Orpheus et se rend lui-même à l'intérieur avec des explosifs. Au laboratoire de Mortimer, le professeur utilise le télécéphaloscope sur Olrik en lui donnant cette fois le contrôle de l'onde méga. Le colonel rejoint Blake et lui enjoint de partir, puis, parvenant à résister aux injonctions du mystérieux scaphandrier, déclenche l'explosion. L'Orpheus disparaît dans une colonne de lumière. Quelques jours plus tard, Blake et Mortimer discutent de leur aventure tandis qu'Olrik, qui n'est pas revenu indemne de son expérience, se retrouve interné au Bedlam Hospice avec l'équipe du major Blanks. Tous répètent le même mot que le scaphandrier : « Asile ».

## Lieux et personnages

### Personnages
L'Onde Septimus met en scène les trois personnages principaux de la série : les deux héros, le capitaine Francis Blake et le professeur Philip Mortimer, et le principal antagoniste, le colonel Olrik. L'aventure fait intervenir plusieurs personnages récurrents de la série : Sir Charles Garrison, chef de Scotland Yard, Ahmed Nasir, serviteur et ami de Blake et Mortimer, et Mrs Benson, logeuse de Blake et Mortimer. En tant que suite de La Marque jaune, elle fait également revenir les personnages du docteur Jonathan Septimus, ancien psychiatre décédé, et de Dick, chauffeur de taxi. Le personnage historique du Premier ministre du Royaume-Uni, Winston Churchill, apparaît dans un rôle secondaire.
- Lieutenant McFarlane : ancien officier attaché au bureau du chef de Scotland Yard
- Lady Rowana : charmante jeune veuve fortunée
- Oscar Balley : banquier fortuné
- Professeur Evangely : médecin radié du Psychiatric Institute
- Colonel Olrik : méchant
- Professeur Jonathan Septimus : ancien psychiatre du Psychiatric Institute, décédé
- Tuog : médecin chinois travaillant pour Lilly Sing
- Miss Lilly Sing : propriétaire d'un établissement chinois
- Sir Charles Garrison : Police commissioner, chef de Scotland Yard
- Capitaine Francis Blake : chef du MI5
- Mr Millovitch : attaché au cabinet du Home Office, adjoint de Blake
- Detective inspector Purdy
- Professeur Philip Mortimer : physicien
- Ahmed Nasir : serviteur et ami de Blake et Mortimer
- Mrs Benson : logeuse de Blake et Mortimer
- Caporal Fenning : vagabond frappé de démence, ancien agent
- Soldat James Mercier : vagabond frappé de démence, ancien agent
- Policier Carrington
- Mr Kim Ku-Dum : interrogateur de l'armée jaune
- Docteur Soprianski : directeur du Bedlam Hospice
- Major Blanks : ancien agent frappé de démence
- Dick : chauffeur de taxi
- Winston Churchill : Premier ministre du Royaume-Uni
- Professeur Scaramian : directeur du département de physique du King's College

### Lieux
L'aventure se déroule entièrement à Londres, au Royaume-Uni.
- Entrepôt du quartier de Southwark
- Ancien quartier chinois de Limehouse, dans East End
- Aéroport de Londres
- Centaur Club
- Hangars dans le quartier de King's Cross
- Laboratoire de Mortimer, sur Leyton Road dans le borough londonien de Newham
- Domicile de Blake et Mortimer, au 99 bis Park Lane
- Scotland Yard
- Quartier de Bloomsbury
- Bedlam Hospice
- Ancien théâtre du Globe sur Shaftesbury Avenue
- Résidence du Premier ministre, au 10 Downing Street
- Whitehall

Plusieurs autres lieux de la capitale sont cités ou apparaissent brièvement : Piccadilly Circus, Shaftesbury Avenue, Ladbroke Grove, Bricklayers' Arms (en), Tavistock Square, la place Horse Guards Parade, la salle de lecture du British Museum et Tower Bridge.

Sélection de lieux présents dans l'aventure
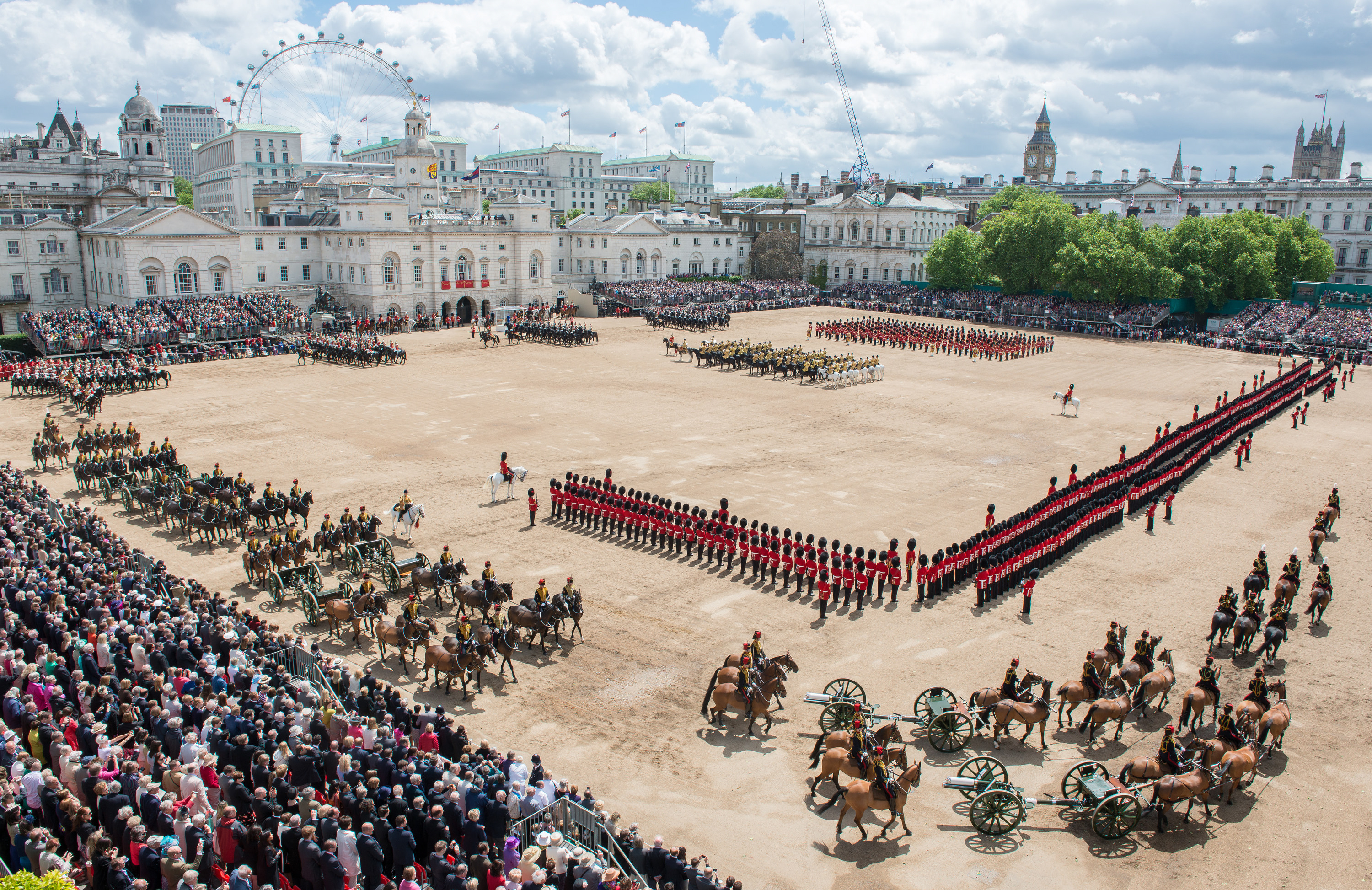
Trooping the Colour sur le Horse Guards Parade.
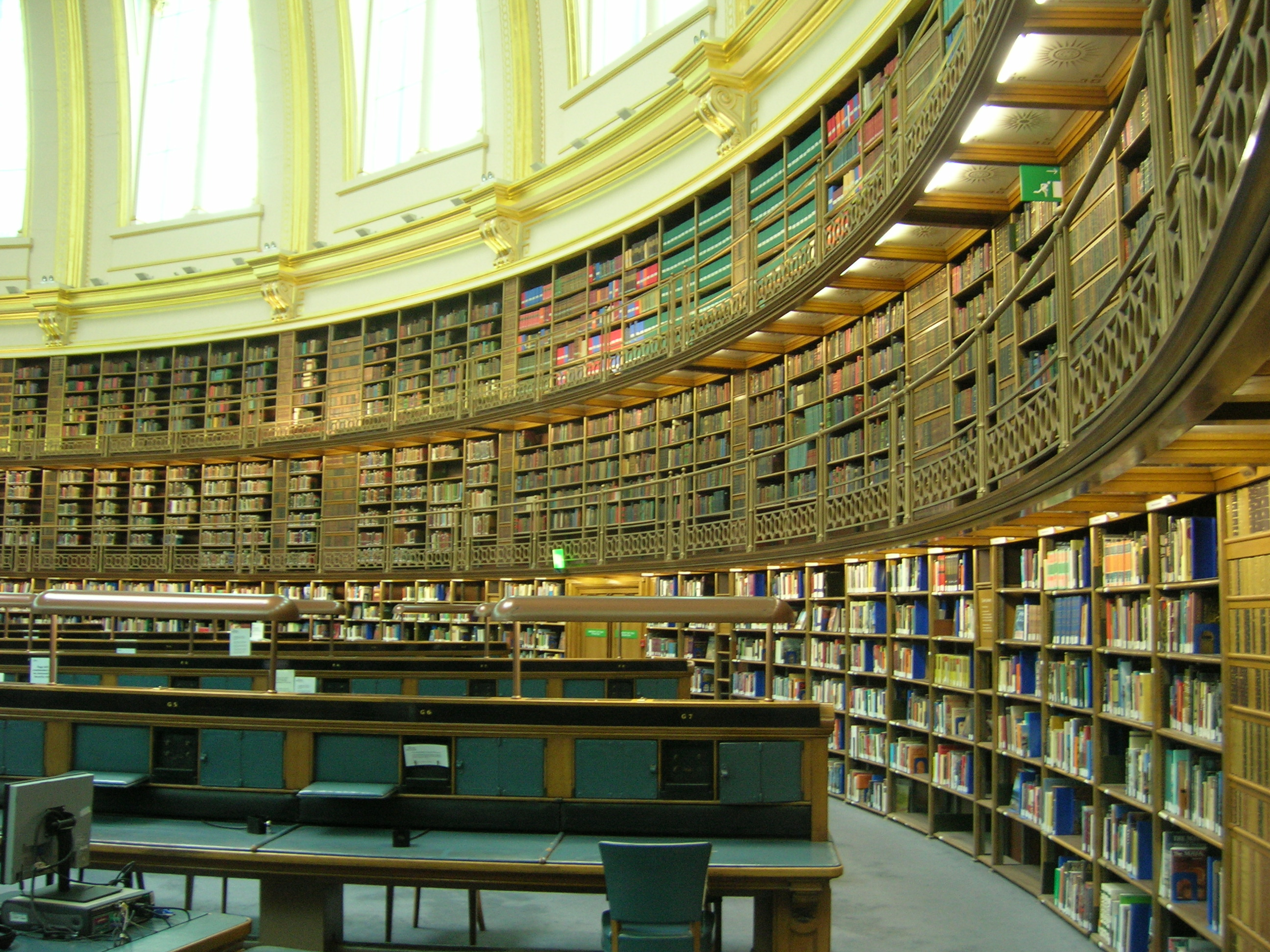
Salle de lecture du British Museum.
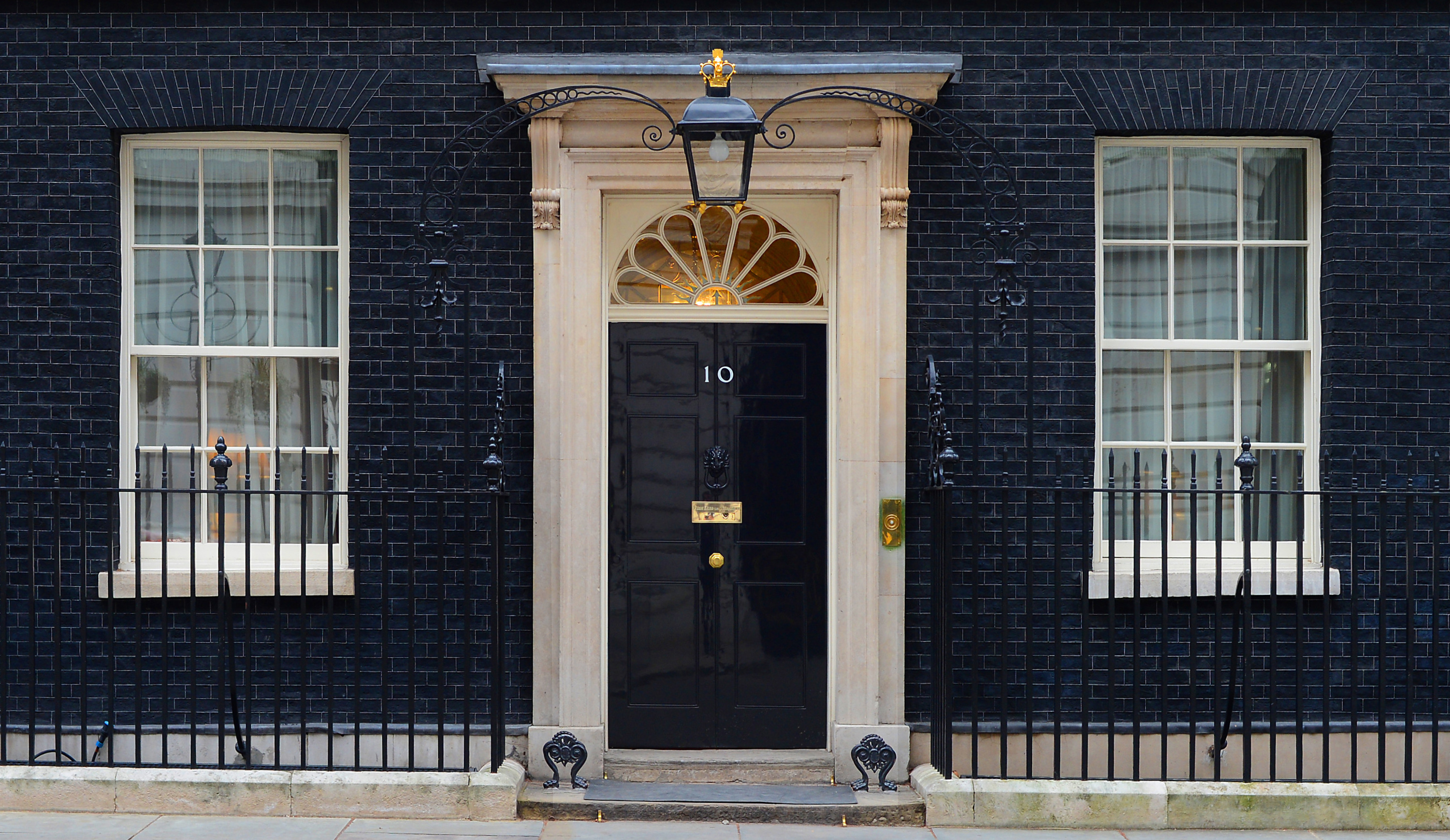
Porte d'entrée du 10 Downing Street.

## Historique
À l'automne 2011, il est annoncé que le scénariste Jean Van Hamme quitte la série Blake et Mortimer. Il est alors remplacé par Jean Dufaux qui forme une nouvelle équipe avec Antoine Aubin au dessin. Ce dernier a déjà travaillé sur un précédent album : le second tome de La Malédiction des trente deniers,. Contrairement à Jean Van Hamme et Yves Sente, Jean Dufaux ne fournit pas un scénario clé en main au dessinateur mais collabore avec lui tout du long de l'élaboration de l'album. Antoine Aubin connaît quelques contretemps et reçoit de nouveau l'aide d'Étienne Schréder. Mais cette fois-ci, ce dernier sera crédité comme auteur à part entière et pas seulement remercié dans la préface.
Jean Dufaux annonce que l'album, intitulé L'Onde Septimus, sera une suite de La Marque jaune et sortira fin 2013, un an après Le Serment des cinq Lords d'Yves Sente et André Juillard. Il décide d'explorer la folie et de montrer une facette différente du personnage d'Olrik en pleine reconstruction personnelle après ses épreuves de La Marque jaune,.

### Références

Olrik reprend cette pose du Désespéré de Gustave Courbet.

## Analyse

## Publications

### En français
L'Onde Septimus est pré-publié dans le quotidien régional breton Le Télégramme à partir du 25 septembre 2013,.
Le 6 décembre 2013, les Éditions Blake et Mortimer publient l'histoire en album.

### Traductions
L'aventure a été traduite dans plusieurs langues :
- Allemand : Die Septimus-Welle, publié aux éditions Carlsen Comics[9] ;
- Anglais : The Septimus Wave, publié aux éditions Cinebook[10] ;
- Danois : Septimusstrålen, publié aux éditions Cobolt[11];
- Espagnol : La Onda Septimus, publié aux éditions Norma Editorial[12] ;
- Italien : L'Onda Septimus, publié aux éditions Alessandro Editore[13] ;
- Néerlandais : De Septimus-Golf, publié aux éditions Blake et Mortimer[14] ;
- Portugais : A Onda Septimus;
- Suédois : Septimusvågen, publié aux éditions Cobolt[15].

## Accueil et postérité
Sur SensCritique, l'album est noté 5,6/10 sur une base d'environ 343 votes d'internautes. Sur Babelio, il obtient une note moyenne de 3,3/5 basée sur environ 80 notes.
Pour Nice-Matin, L'Onde Septimus est globalement un bon album, mais Le Huffington Post le trouve loin d'être digne de La Marque jaune, qui, pour rappel, est considéré comme un chef-d'œuvre de la bande dessinée franco-belge.

### Suite
En janvier 2016 à l'occasion d'une interview avec le journaliste Yann Blake, Jean Dufaux annonce qu'une suite à cet album a été écrite et verra bientôt le jour: "Normalement l’Onde Septimus était prévu en deux volumes". L'album en question intitulé Le Cri du Moloch et dessiné par Christian Cailleaux et Étienne Schréder est finalement publié le 20 novembre 2020.